# Маркелл (митрополит Казанский)
Митрополит Маркелл — епископ Русской церкви, митрополит Казанский и Свияжский (1690—1698), митрополит Псковский, Изборский и Нарвский (1681—1690), архиепископ Суздальский и Юрьевский (1680—1681).

## Биография
Есть разные сведения о его происхождении, по одним он происходил — из задунайских славян, по другим — из греков. Приехал ли в Россию он сам или его родители — неизвестно, как неизвестны его мирское имя и фамилия.
До пострижения в монашество служил писцом в Посольском приказе, переводил с греческого, латинского, немецкого, польского и татарского языков. Был хорошо образован. В 1672 году переписывал подносные экземпляры сочинений Николая Спафария и Петра Долгова: «Книга избраная вкратце о девятих мусах и седмих свободных художествах» и «Хрисмологион».
Дата пострижения в монашество неизвестна, считается, что это произошло при Патриархе Иоакиме в 1674 году.
После пострижения был назначен судьёй на патриаршем дворе.
С 1679 года — архимандрит Свенского Успенского монастыря в городе Брянске Орловской епархии.
21 марта 1680 года хиротонисан во епископа Суздальского и Юрьевского с возведением в сан архиепископа.
25 июня 1682 года он присутствовал в Москве при венчании на царство государей Иоанна Алексеевича и Петра Алексеевича.
С 6 сентября 1682 года — митрополит Псковский, Изборский и Нарвский.
В 1 мая 1686 году митрополит Маркелл освящал восстановленную в Ревеле Никольскую церковь. Он же достроил Воскресенский Ново-Иерусалимский монастырь.
После смерти патриарха Иоакима выдвигался кандидатом на патриарший престол. По свидетельству Патрика Гордона кандидатуру на патриарший престол митрополита Маркела, как человека образованного, учёного выдвинул и настойчиво поддерживал молодой царь Пётр, его поддерживали многие архиереи. Но царица Наталья Кирилловна с архимандритами, игуменами и низшим духовенством выдвигала митрополита Казанского Адриана. Окружению царицы не нравилась образованность владыки Маркелла, они боялись, что учёный патриарх будет покровительствовать иноверцам. А архимандрит Московского Новоспасского монастыря Игнатий обвинил владыку Маркелла в ереси. Митрополит Казанский Адриан был избран патриархом, а митрополит Маркелл переведён в Казань. В церковной иерархии он стал третьим лицом после Патриарха и митрополита Новгородского.
С 8 сентября 1690 года — митрополит Казанский и Свияжский.
При митрополите Маркелле в Казани 13 мая 1694 года случился большой пожар, которым были повреждены мощи святого Варсонофия.
Скончался 21 августа 1698 года в Казани. Погребен в кафедральном соборе.
В 1840-х годах столетия честные останки митрополита Маркелла были перенесены под главный алтарь вместе с мощами преосвященных Тихона I и Лаврентия II.